# Poor Cinderella
Pour plus de détails, voir Fiche technique et Distribution.
Poor Cinderella (Pauvre Cendrillon en français) est un dessin animé américain en Cinecolor (en), réalisé par les studios de Dave Fleischer et sorti en 1934, qui met en scène Betty Boop.

## Fiche technique
Source IMDb
- Titre original : Poor Cinderella
- Réalisation : Dave Fleischer

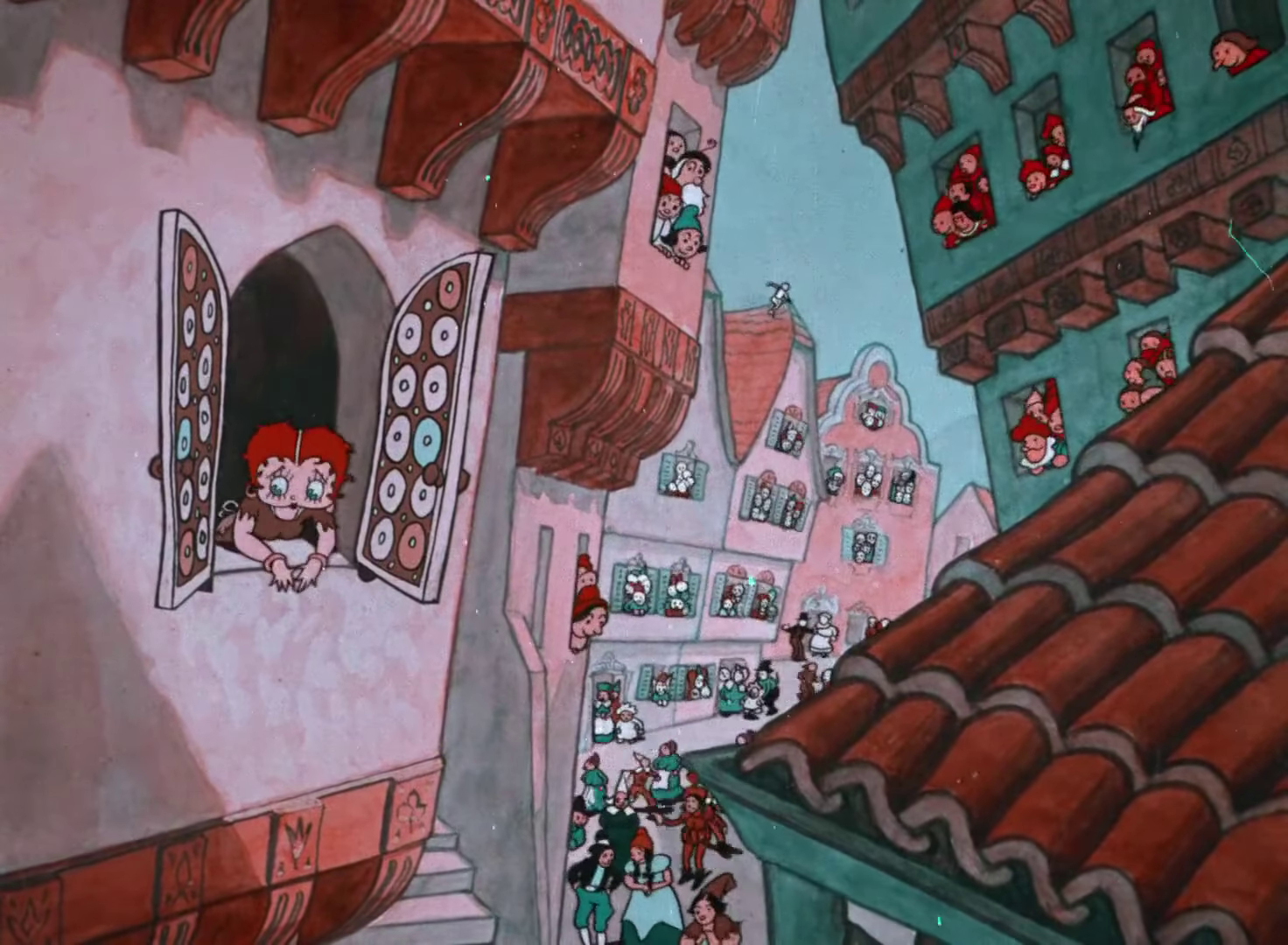
Cendrillon-Betty Boop avant de rencontrer sa bonne fortune.

- Chef-animateur : Seymour Kneitel (non cité)
- Scénario :  inspiré de Cendrillon, conte de Charles Perrault
- Producteurs : Dave Copeland et Chase Gassert ; non cité : Max Fleischer
- Société de production : Société des Etablissements L. Gaumont
- Sociétés de distribution :
  - Paramount Pictures : États-Unis, 1934 (cinéma)
  - Films Paramount : Belgique, 1934 (cinéma)
  - National Telefilm Associates (en) : États-Unis, 1953 (télévision)
- Pays d'origine : États-Unis
- Langue : anglais
- Format : couleur (Cinecolor (en)) - 35 mm - 1,37:1 - son mono (Western Electric Noiseless Recording) - procédé cinématographique : sphérique
- Genre : court métrage de dessin animé comique et musical, conte
- Durée : 11 minutes
- Dates de sortie :
  - Italie : août 1934 (Mostra de Venise)
  - États-Unis : 3 août 1934
  - Belgique : 11 janvier 1935 (Liège)

### Animation
Animateurs :
- Roland Crandall
- Seymour Kneitel
- William Henning

Décors :
- Anderson Craig (non cité)

### Musique
Musique et paroles :
- Charles Tobias, Murray Mencher et Jack Scholl

Supervision musicale :
- Lou Fleischer (en) (non cité)

Directeurs musicaux :
- Phil Spitalny (recorder)
- Sammy Timberg (en) (non cité)

## Musiques
Source IMDb
- Poor Cinderella

Écrit par Charles Tobias, Murray Mencher et Jack Scholl.
Chantée par Betty Boop, puis plus tard par elle et par le chanteur au porte-voix. Musique interprétée par Phil Spitalny et son orchestre.
- Pretty Cinderella (non créditée)

Chantée par la bonne fée, puis ensuite par les souris, les lézards et la citrouille avec des paroles différentes. Jouée aussi au début du bal.

## Distribution

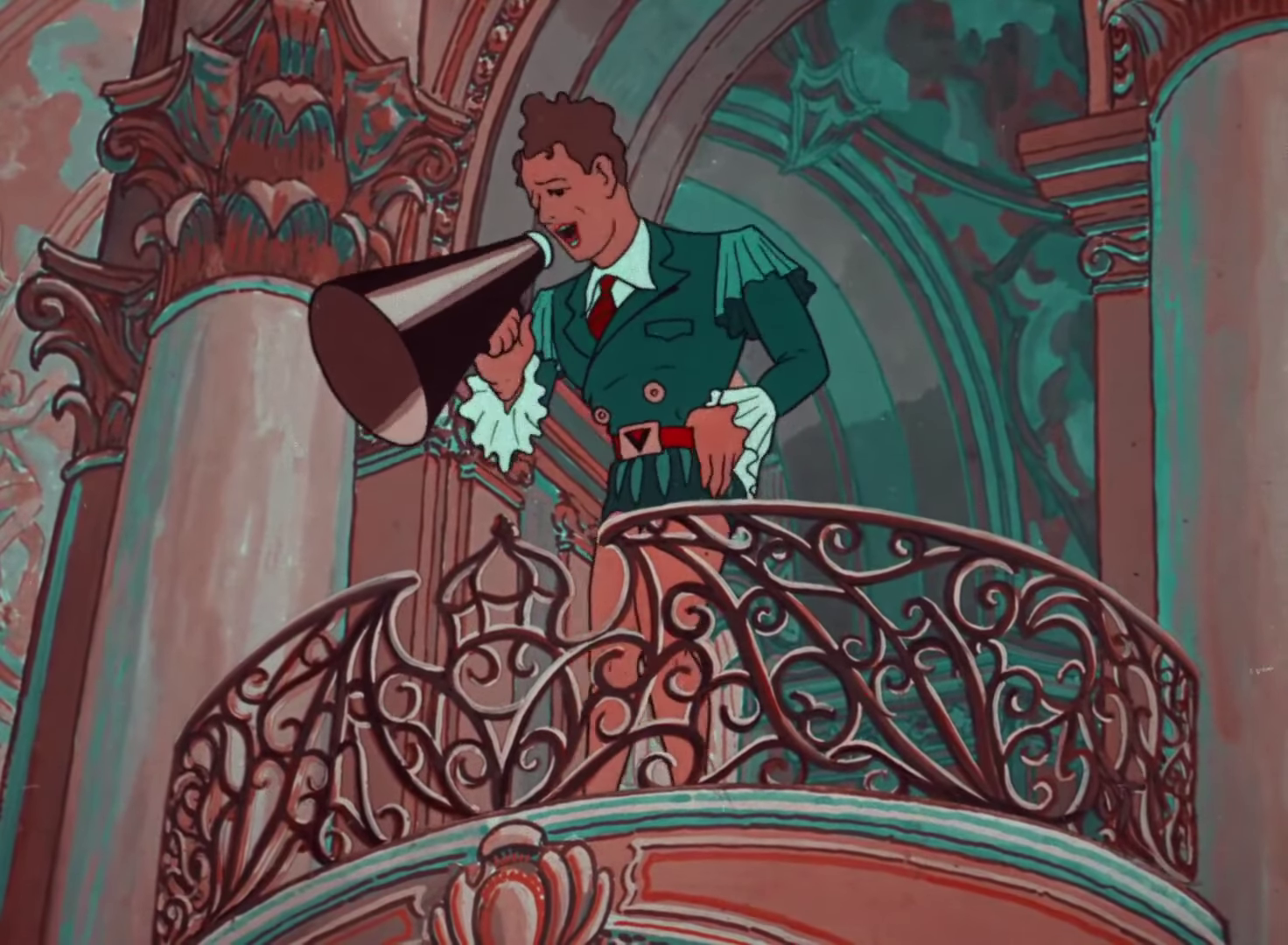
Caricature de Rudy Vallée chantant dans son porte-voix.

Voix originales (personne ne figure au générique) :
- Bonnie Poe (en) : Cendrillon-Betty Boop, la fée marraine, les belles-sœurs
- William Pennell (en) : citrouille
- Jack Mercer : voix diverses

## Autour du film
L’histoire est une adaptation du conte de Cendrillon de Charles Perrault.
Un clin d'œil dans la scène du bal : tandis que le prince charmant, que Cupidon a choisi de frapper avec un énorme maillet plutôt qu'avec ses traditionnels arc et flèche, dévale sur le ventre façon body surfing le grand escalier du palais pour atterrir aux pieds de sa bien-aimée, un maître de cérémonies muni d'un porte-voix de marine et portant une anachronique chemise à col et cravate sous son costume XVIIe siècle apparaît à un balcon intérieur et appelle les invités à se mêler aux réjouissances. Son visage est une caricature d'un chanteur populaire de l'époque 1930, Rudy Vallée, célèbre pour sa version « alcoolisée » et entrecoupée de fous rires de la chanson estudiantine Tavern in the Town.
L'héroïne Betty Boop, qui incarne Cendrillon, est représentée en rousse aux yeux gris-verts à la place d'avoir ses traditionnels cheveux bruns et yeux noirs.

### Technique
Le procédé de colorisation Cinecolor (en) est particulier avec seulement deux couleurs de base : le rouge-orangé et le bleu. Les studios concurrents Disney détenaient en effet jusqu'en 1935 une exclusivité sur le Technicolor (à 3 couleurs fondamentales additives permettant de restituer tout le spectre de la lumière).
Le dessin animé comporte quelques séquences avec une grande profondeur de champ grâce à l'utilisation d'une caméra multiplane.